# Hoya anulata
Hoya anulata är en oleanderväxtart som beskrevs av Rudolf Schlechter. Hoya anulata ingår i släktet Hoya och familjen oleanderväxter. Inga underarter finns listade i Catalogue of Life.